# Bosconia
Bosconia è un comune della Colombia facente parte del dipartimento di Cesar.
Il centro abitato venne fondato da Luis F. Millan Vargas, David Riascos, José Agustín Mackenzie e Enrique Aaron Hayen nel 1958, mentre l'istituzione del comune è del 6 novembre 1979.